# Panteó de Roma
El Pànteon, Pantèon o Panteó de Roma o d'Agripa (grec antic: Πάνθειον, llatí: Pantheon o Panthēum; en italià Pàntheon) és un dels edificis de l'antiga Roma més ben conservats, construït originàriament com a temple dedicat a tots els déus (això és el que vol dir el grec πάνθειον, pantheon), o més aviat a les set divinitats planetàries (el Sol, la Lluna, Venus, Saturn, Júpiter, Mercuri i Mart). En textos més moderns es troben sobretot Mart i Venus. Els romans l'anomenen popularment la Ritonna («la Rotonda»), i d'aquí prové el nom de la plaça on s'aixeca.
L'edifici original el va fer construir l'any 27 aC el polític i general romà Marc Vipsani Agripa, amic i gendre d'August. Més tard, va patir un parell d'incendis fins que Hadrià el va reconstruir totalment, alterant-ne l'estructura, entre els anys 118 i 128.
La façana està formada per setze fines columnes fetes de granit egipci i la seva cúpula és un prodigi arquitectònic. Només hi ha una entrada de llum, l'òcul, situat a la part superior de la semiesfera. L'efecte de la llum que hi penetra ha captivat molts estudiosos.
L'edifici fou declarat patrimoni de la Humanitat per la UNESCO el 1980. Miquel Àngel va dir que el seu era un «disseny angèlic i no humà». Stendhal també s'hi va referir: «El més bell record de l'antiguitat romana és, sense cap dubte, el Panteó. Aquest temple ha patit tan poc, que sembla estar igual que en l'època dels romans.»

## El Panteó d'Agripa

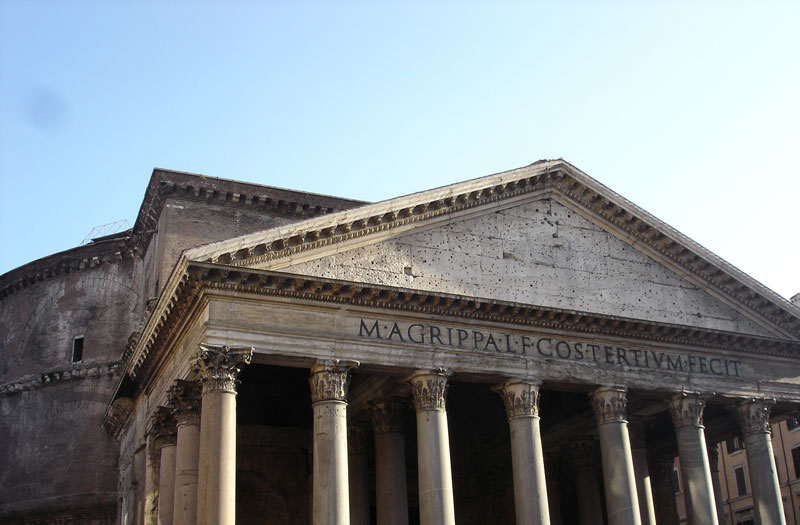
Inscripció

En el fris del pòrtic d'entrada, una inscripció diu:
M.AGRIPPA.L.F.COS.TERTIUM.FECIT
(Marc Agripa, fill de Luci, cònsol per tercera vegada, [el] va construir) La inscripció atribueix la construcció de l'edifici a Marc Vipsani Agripa, amic i gendre de l'emperador August. L'any del tercer consolat d'Agripa fou el 27 aC. A més, Dió Cassi l'enquadra entre les obres realitzades per Agripa a la zona de Roma coneguda com el Camp de Mart l'any 25 aC.
Durant segles es va pensar que aquesta inscripció feia referència a l'edifici actual. Això no obstant, després de les investigacions efectuades per Georges Chedanne al segle xix, es va saber que en realitat el temple d'Agripa havia estat destruït, i que el que existeix ara és una reconstrucció realitzada en temps d'Hadrià.
Les restes descobertes a finals del segle xix ens permeten saber que el temple original tenia semblança amb l'actual. El que avui és un pòrtic d'entrada va ser originàriament la façana d'un temple perípter. L'entrada s'efectuava pel costat oposat, cap al sud, ja que a la rotonda actual hi havia una plaça circular porticada. A l'altre costat d'aquesta plaça es trobava la basílica de Neptú.

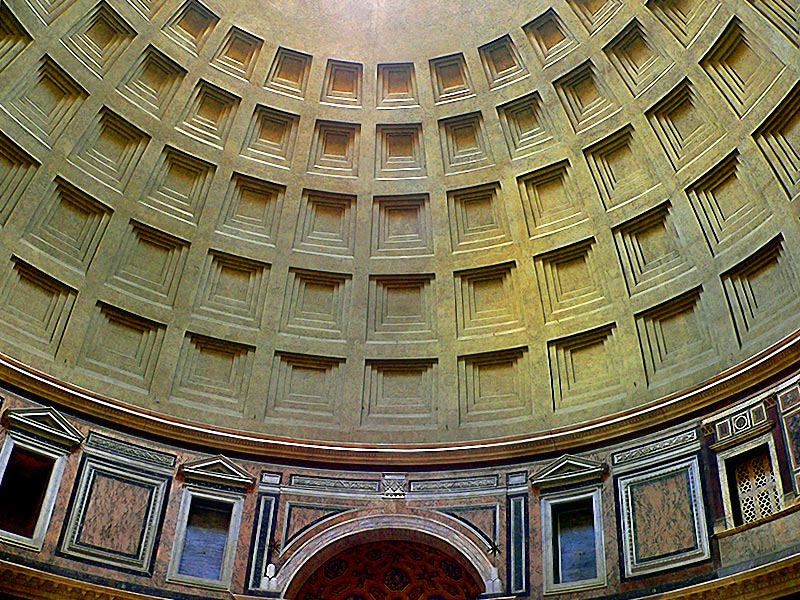
Interior

El primer temple era rectangular, amb la cel·la disposada transversalment, igual que en el temple de la Concòrdia del Fòrum, o en el petit temple de Vèiovis al tossal del Capitoli. Estava construït amb blocs de travertí i folrat de marbre. També se sap que els capitells eren de bronze i que la decoració incloïa cariàtides i estàtues frontals. A l'interior del pronaos hi havia sengles estàtues d'August i Agripa.
Per Dió Cassi sabem que la denominació de «Panteó» no era l'oficial de l'edifici, i que la intenció d'Agripa era la de crear un culte dinàstic, probablement dedicat als protectors de la gens Júlia: Mart, Venus i el Divus Iulius, és a dir, Juli Cèsar divinitzat.
L'edifici va patir danys per un incendi l'any 80, que van ser reparats per Domicià. Posteriorment va patir una nova destrucció en temps de Trajà, l'any 110.

## El Panteó d'Hadrià
En els temps d'Hadrià l'edifici va ser completament reconstruït. El seu nom no apareix a les inscripcions a causa que aquest emperador no volia que el seu nom figurés a les obres dutes a terme sota el seu mandat, ben al contrari que el seu predecessor Trajà.
Les marques de fàbrica trobades a les rajoles corresponen als anys 123-125, la qual cosa permet suposar que el temple va ser inaugurat per l'emperador durant la seua estada a la capital entre el 125 i el 128. Tot i que no se sap amb certesa qui en va ser l'arquitecte, el projecte se sol atribuir a Apol·lodor de Damasc.
Es va canviar l'orientació respecte del Panteó precedent, ja que es va col·locar la façana principal cap al nord. L'edifici va quedar compost per una columnata a manera de pronaos, una àmplia cel·la redona i una estructura prismàtica intermèdia. El gran pronaos i l'estructura d'unió amb la cel·la van ocupar completament l'espai del temple anterior, mentre que la rotonda va ser construïda sobre l'espai de la plaça augústia que separava el Panteó de la basílica de Neptú. Davant del temple es va edificar una plaça porticada en tres dels seus costats i pavimentada amb lloses de travertí.

## Característiques
La inserció d'una àmplia sala rodona adossada al pòrtic d'un temple clàssic és una innovació en l'arquitectura romana. El model d'espai circular cobert per una volta s'havia utilitzat a la mateixa època en les grans sales termals, però era una novetat usar-lo en un temple. L'efecte de sorpresa en creuar el llindar de la porta devia ser notable.

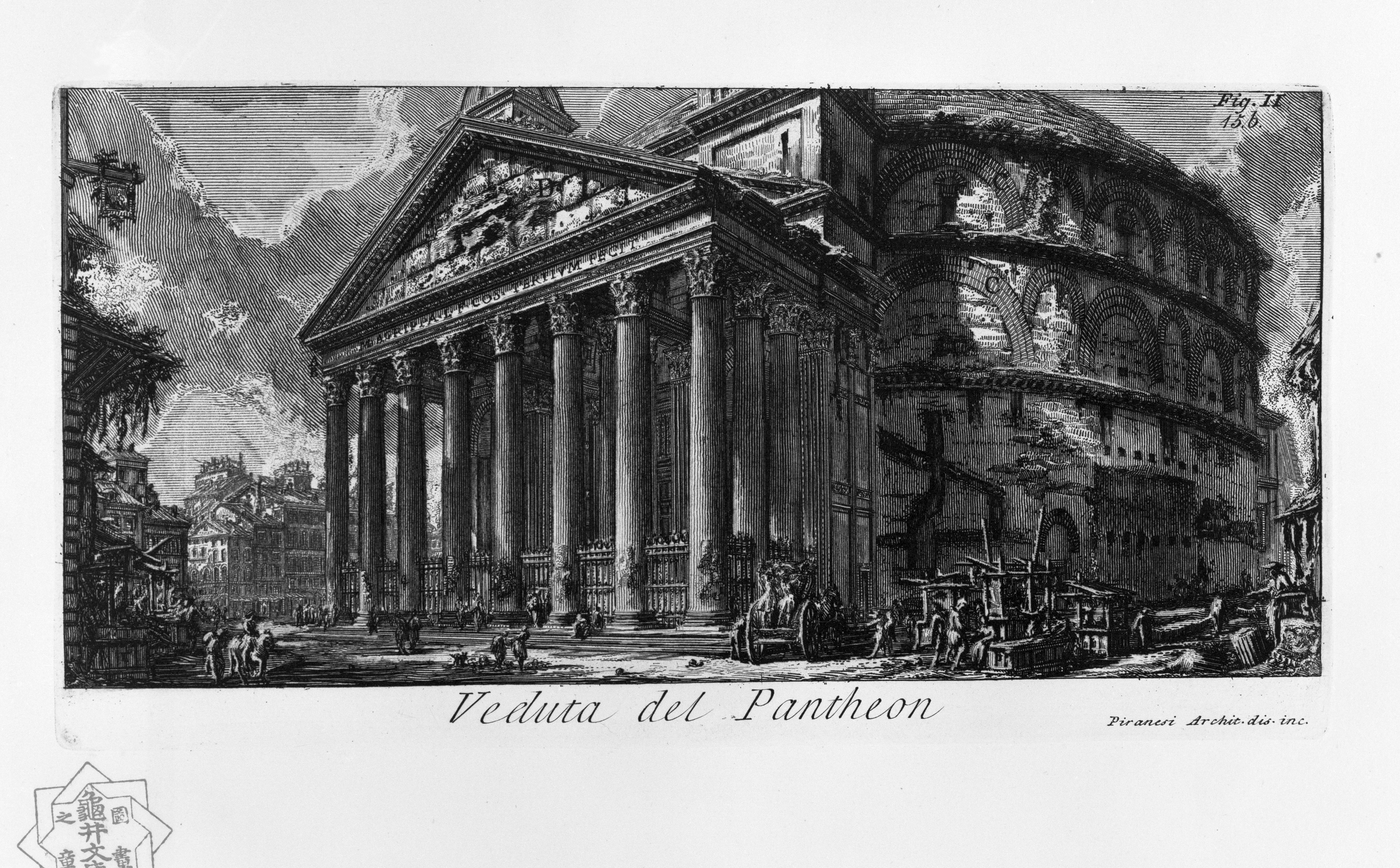
El Panteó, en un gravat de Giovanni Battista Piranesi

La construcció d'una cúpula semiesfèrica sobre una estructura circular era un tret típic de l'arquitectura de l'època. S'observa en la Vil·la Adriana a Tívoli, a les termes d'Agripa i les de Caracal·la i, en general, a les sales dels primers temps de l'Imperi. Les petxines no es generalitzarien fins a una època més tardana, en temps de Dioclecià.
L'espai intern de la rotonda està constituït per un cilindre cobert per una semiesfera. El cilindre té una altura igual al radi, i l'altura total és igual al diàmetre, per la qual cosa es pot inscriure una esfera completa en l'espai interior. El diàmetre de la cúpula és de 43,34 m, la qual cosa la converteix en la major cúpula de fàbrica de la història. La cúpula de la basílica de Sant Pere va ser construïda un poc més petita per respecte a aquesta.

### Simbolisme
«Vaig voler que aquest santuari de tots els déus representara el globus terrestre i l'esfera celeste, un globus dins del qual es tanca la llavor del foc etern, tot contingut en la Cova esfèrica.» (Marguerite Yourcenar)
El Panteó va ser inicialment un temple consagrat a les set divinitats celestes de la mitologia romana: el Sol, la Lluna i els cinc planetes (Mercuri, Venus, Mart, Júpiter i Saturn). Cadascun tenia assignat un dels set absis de l'interior.
D'altra banda, la mateixa sala circular era una esfera perfecta, representació de la concepció cosmogònica d'Aristòtil. D'una banda, el món infralunar correspon a la meitat inferior de l'edifici. El món supralunar, l'esfera celeste, és la volta, en la qual l'òcul central fa de Sol. L'edifici estava concebut per a unir l'home amb la divinitat, però sobretot amb l'emperador, que era proclamat un déu als ulls del poble.

### El pronaos

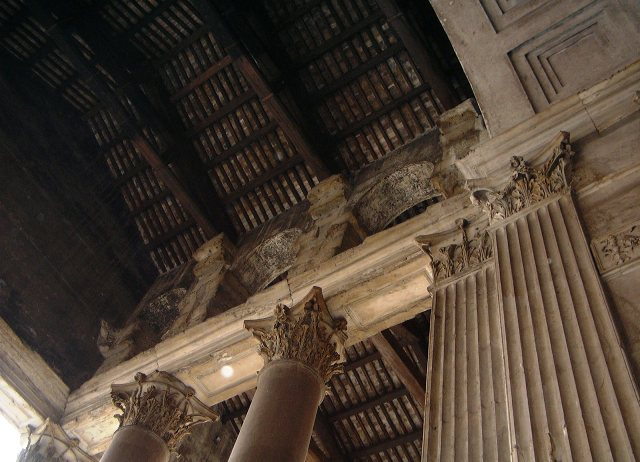
Detall de la coberta del pronaos

El pronaos octàstil, amb vuit columnes a la façana i quatre als laterals, té unes dimensions de 34,20 x 15,62 m, i es troba 1,32 m sobre el nivell de la plaça, de manera que s'hi accedeix pujant cinc esglaons. L'altura total de l'ordre és de 14,15 m, i els fustos tenen un diàmetre d'1,48 m a la base.
El fris conté la inscripció d'Agripa en lletres de bronze. A l'arquitrau es va gravar posteriorment una segona inscripció relativa a la restauració realitzada en temps de Septimi Sever. El frontó havia d'estar decorat amb estàtues de bronze, subjectades amb perns, i avui perdudes. Per la posició dels orificis s'especula que va poder ser la figura d'una àguila amb les ales desplegades.
A l'interior, dues files de quatre columnes divideixen l'espai en tres naus, amb la central i més àmplia que condueix a la gran porta d'accés a la cel·la, mentre que les dues laterals acaben en dos amplis nínxols que havien d'albergar estàtues de Cèsar August i de Marc Vipsani Agripa, traslladades des de l'antic edifici.
El fust de les columnes era de granit gris (a la façana) o roig, provinents de les pedreres d'Egipte. També els pòrtics que rodejaven la plaça eren de granit roig, encara que de menor dimensió. Els capitells corintis, les bases i els elements d'enllaç són de marbre pentèlic, provinent de Grècia. L'última columna del lateral oriental, perduda en el segle xv, va ser substituïda per una altra de granit gris en temps d'Alexandre VII. La columna de l'extrem oriental de la façana va ser igualment substituïda amb un fust de granit roig sota el pontificat d'Urbà VIII. D'aquesta manera es va modificar l'alternança de colors original.
La coberta a dues aigües està suportada per cintres de fusta, recolzades sobre una estructura de mur que es recolza per mitjà d'arcs a les columnes. La coberta original estava formada per cintres de bronze, amb perfils en forma d'U, segons les va descriure Andrea Palladio. Van ser espoliades pel papa Urbà VII, que les va fer fondre per a fabricar cent canons per al castell de Sant'Angelo. El paviment és de peces de marbre de color, col·locades formant cercles i quadrats.

### Cos intermedi

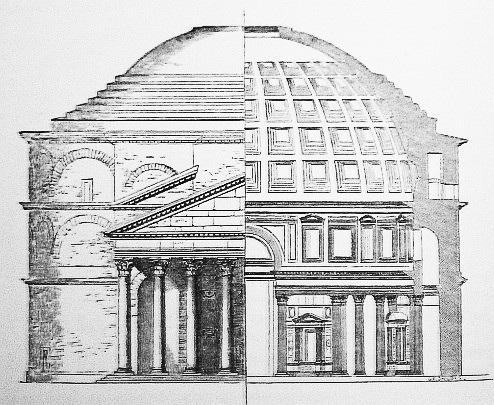
Alçat i secció

El cos intermedi que connecta el pronaos amb la cel·la està construït en opera latericia i consta de dos grans pilars adossats a la cel·la. Els pilars flanquegen el pas d'accés a la rotonda, que és la prolongació de la nau central del pronaos. D'altra banda, entre els pilars i la cel·la queda un espai residual en què s'ubiquen dues escales d'accés a la part superior de la cúpula.
A l'exterior, l'estructura té la mateixa altura del cilindre de la rotonda, i havia de tenir un revestiment d'estuc i morter avui desaparegut. Sobre aquest cos hi ha un segon frontó de rajola, d'una altura major que la del pòrtic d'entrada, i que es preveia que es veiés només des de gran distància. Les línies de cornisa, que recorren l'exterior de la rotonda marcant els pisos, continuen en aquest cos sense solució de continuïtat.
La diferència de nivell entre els dos frontons ha fet suposar que estava previst un pronaos de majors dimensions, amb columnes de 50 peus d'alt (14,80 m), més grans fins i tot que les de l'accés nord del fòrum de Trajà. El projecte va haver de ser modificat, en no poder-se subministrar columnes de tan grans dimensions.

### Interior de la rotonda

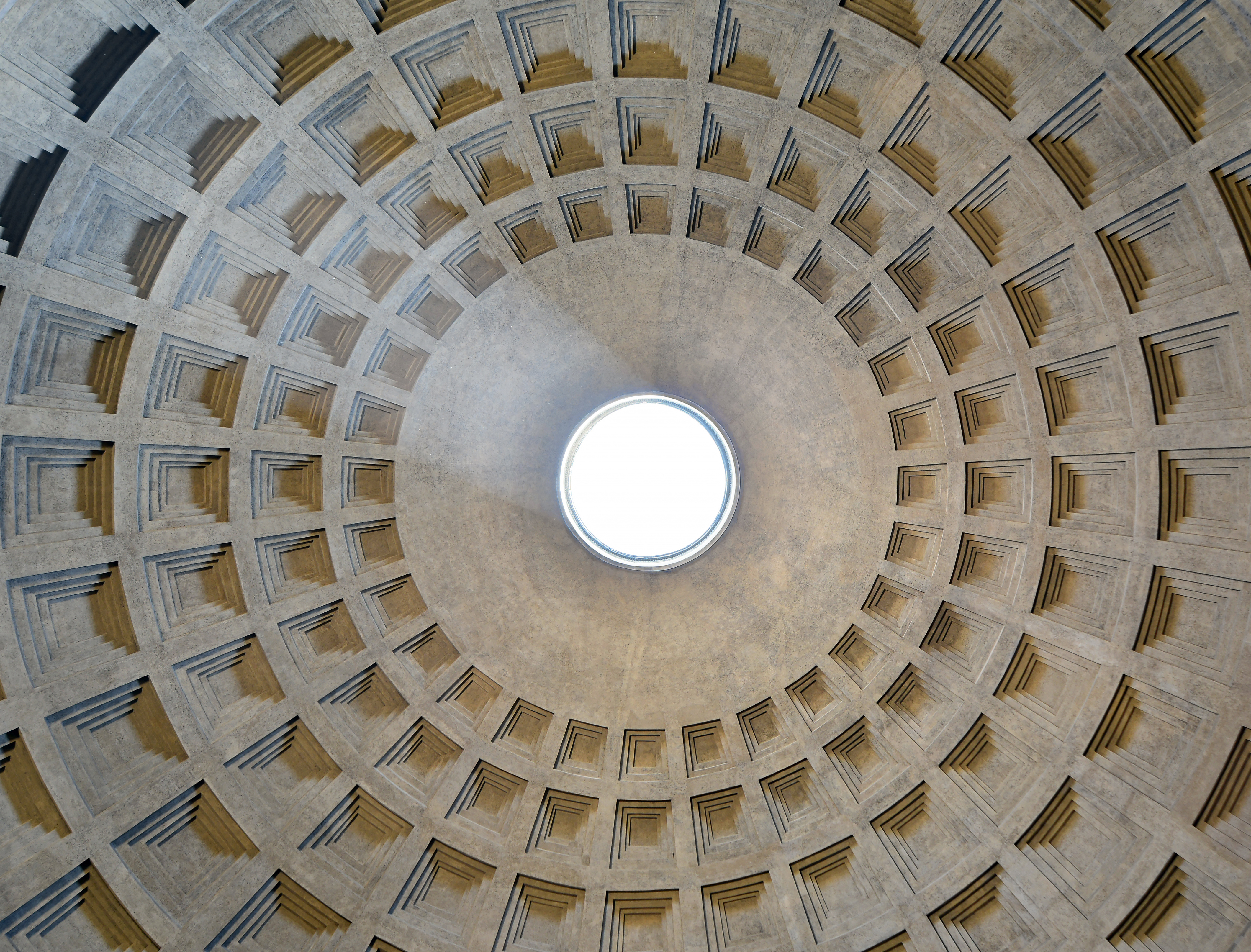
Interior de la cúpula

Al nivell inferior s'obren vuit àmplies exedres, de planta trapezial i semicircular alternativament. Els nínxols estan emmarcats per un ordre de pilastres i de columnes, amb un entaulament corregut en tot el perímetre, excepte en l'exedra de l'eix principal. En aquestes, cobertes mitjançant voltes, l'entaulament s'interromp, ja que les columnes intermèdies no són necessàries. Entre les exedres, als fragments de mur intermedis, apareixen edicles amb peralts triangulars i circulars alternats.

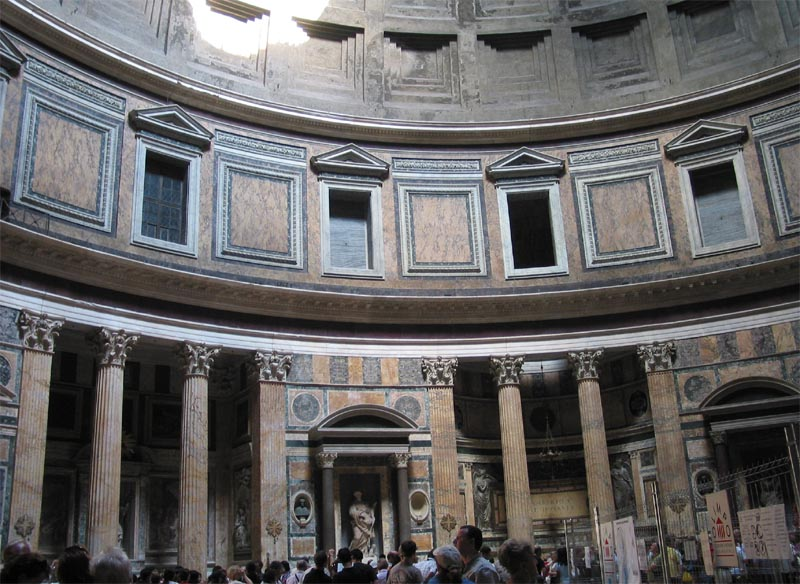
Interior de la cel·la

En un segon nivell, des de l'entaulament fins a la imposta de la volta, hi ha una fila de finestres. Aquestes finestres, que obren a una galeria superior, coincideixen en vertical amb els nínxols i els edicles. La decoració romana original va ser substituïda en el segle xviii per la que s'hi pot veure actualment, realitzada probablement entre els anys 1747-1752. El sector sud-occidental ha patit diverses restauracions, no del tot apropiades, que n'han alterat l'aspecte inicial.
El paviment de la rotonda és lleugerament convex, amb la part central 30 cm més alta que el perímetre, perquè la pluja que entre per l'òcul fluïsca cap al canal situat en tot el perímetre. El revestiment és de taulells, amb un disseny de quadrats en els quals s'inscriuen alternativament quadrats i cercles més petits.

### Cúpula

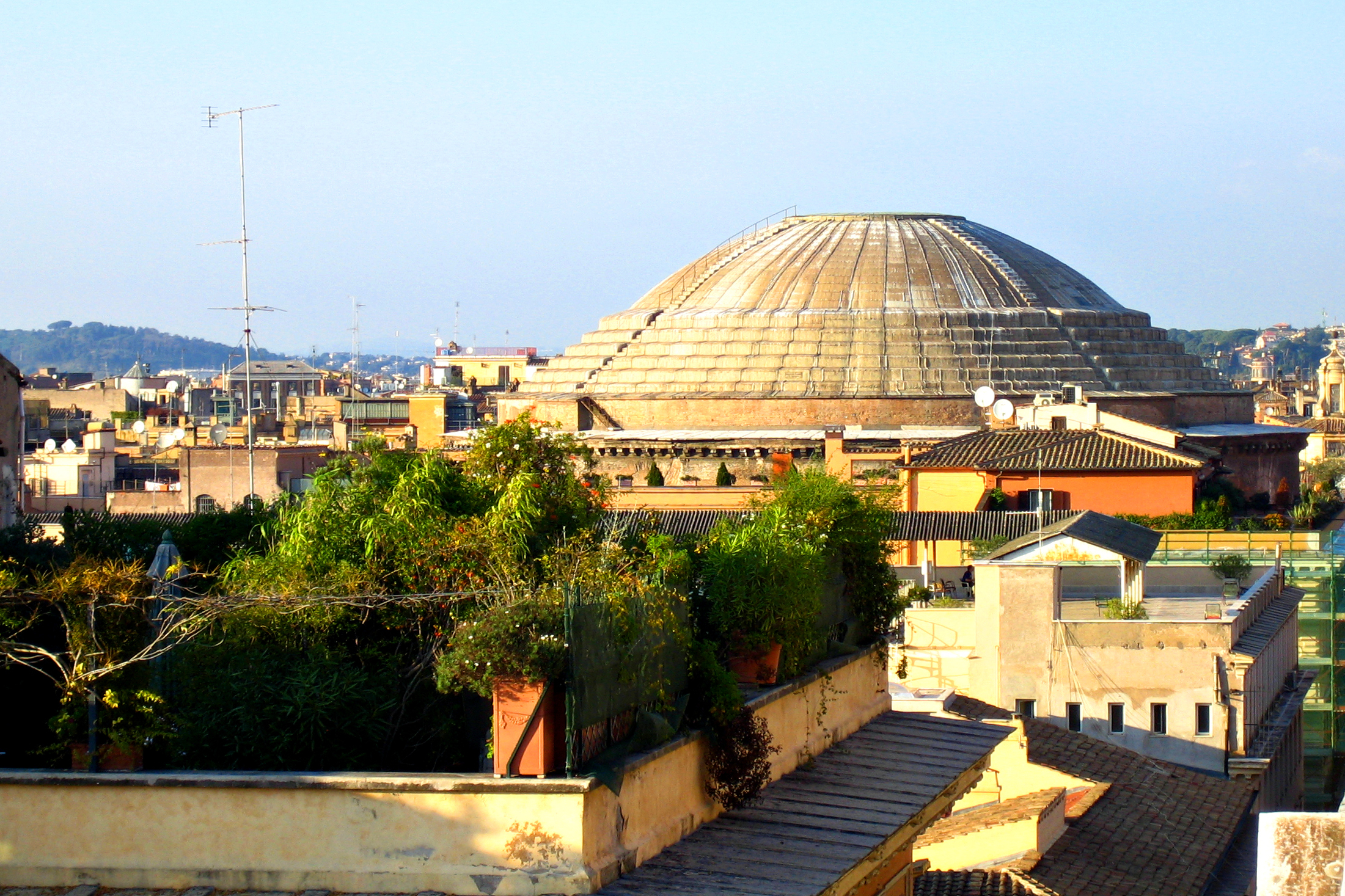
Panoràmica de Roma amb la cúpula del Panteó

La cúpula (de 43,34 m de diàmetre) està decorada a l'interior amb cinc files de caselles de dimensions cada vegada menors, i al centre presenta un òcul de 8,9 m de diàmetre. L'òcul estava rodejat per una cornisa de bronze fixada a la cúpula en l'última fila de cassetons. Els buits a la fàbrica suggereixen que tant les caselles com l'espai intermedi estaven folrats de bronze.
A l'exterior, la cúpula arranca d'una sobre-elevació del mur, a 8,40 m per damunt de l'arrancada interior de la volta. Es troba articulada per mitjà de set anells superposats, l'inferior dels quals conserva encara el revestiment de marbre. La resta es trobava cobert per planxes de bronze daurat, avui perdut a excepció del perímetre de l'òcul, encara al seu lloc. Les planxes de bronze van ser arrencades l'any 663 per ordre de Constantí II, emperador romà, i s'hi va col·locar una coberta nova de plom l'any 735.

### Tècnica constructiva

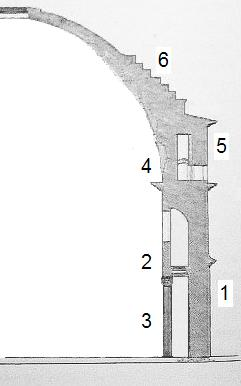
1) exterior
2) interior
3) exedra i columna alternant amb els pilars plens
4) base de la cúpula
5) sobrealçament del mur
6) anells de càrrega

Les tècniques constructives romanes han permès a la cúpula resistir dinou segles sense necessitat de reformes o reforços. Són diversos els factors tècnics responsables que la cúpula haja arribat fins als nostres dies en perfectes condicions.
La cúpula es recolza sobre un gros anell murari d'opera latericia (formigó amb parets de rajola), en la qual es van practicar obertures que es corresponen amb els tres nivells compositius. En part, aquestes obertures eren funcionals, ja que formaven les exedres, però sobretot eren estructurals, perquè formaven un esquelet intern d'arcs de descàrrega. Aquests arcs, resistents i flexibles, formen una carcassa que és visible a la paret posterior ara que s'ha perdut el revestiment original. Auguste Choisy descriu detalladament aquest procés constructiu.

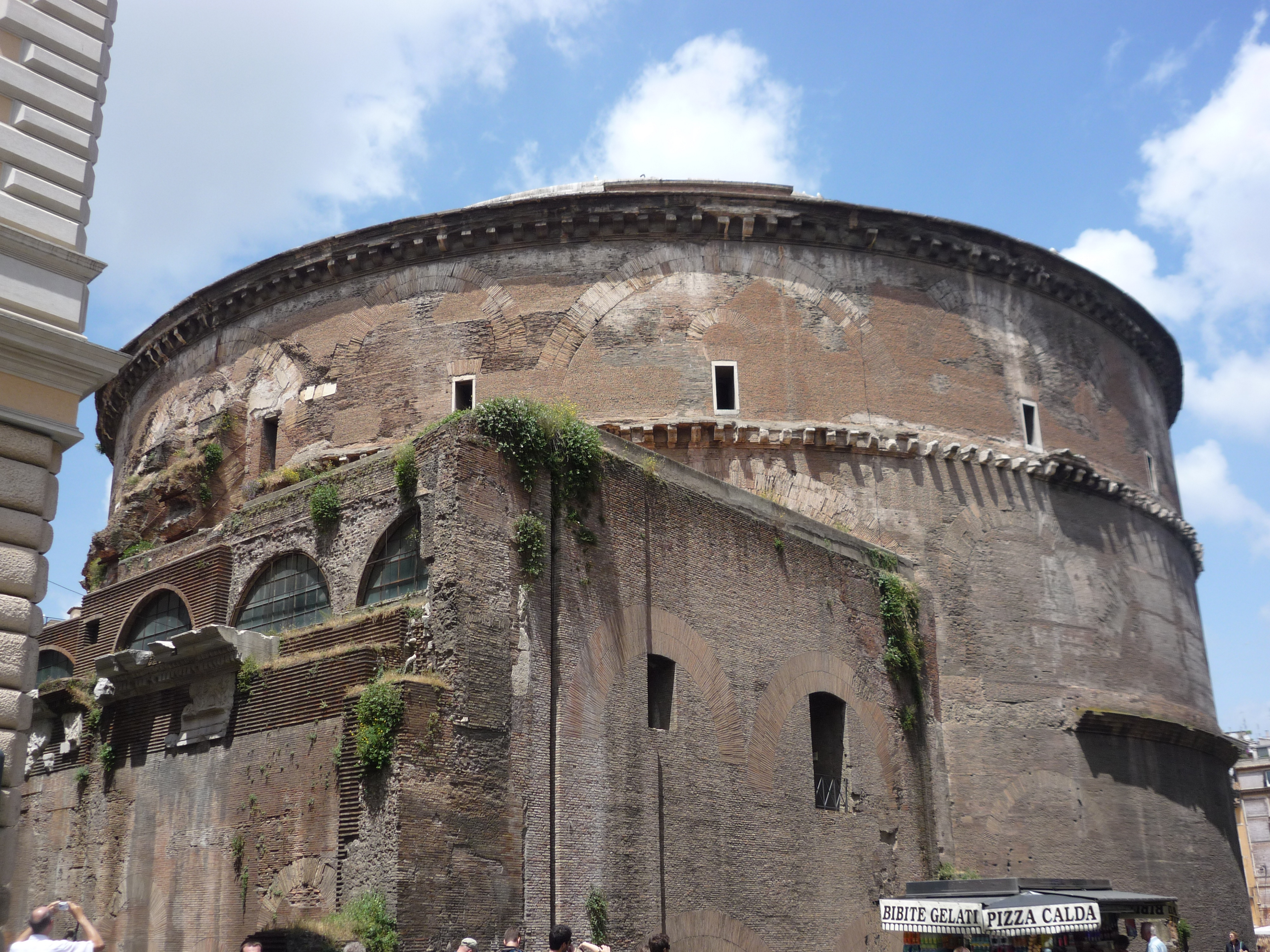
A la part posterior poden veure's els arcs integrats amb el mur

Pel que fa a la composició del formigó romà, el ciment es mesclava en petites quantitats drenant d'aquesta manera l'aigua sobrant. En el formigó modern, com més aigua s'empra en el pastat, major és la porositat una vegada que l'aigua s'evapora, reduint-se la capacitat resistent. Així s'aconseguia eliminar de manera parcial o total les bombolles d'aire que normalment es formen durant el forjat, amb què es conferia al material una resistència notable. El formigó s'abocava en capes primes alternant-les amb filades horitzontals de pedra. En ser col·locat en petites quantitats, es redueix la retracció del ciment i, per tant, la possibilitat d'assentaments o clivellaments.
D'altra banda, es va cercar reduir el pes de la cúpula per dos mitjans: alleugerint els materials (en comptes del travertí emprat en la fonamentació, a la cúpula es va utilitzar pedra tosca) i reduint gradualment la grossària de la corfa del mur cap amunt (des de 5,90 m inicialment fins a 1,50 m). A més, els nínxols, les galeries i les finestres practicades als murs, així com els cassetons i l'òcul de la volta, disposats entre els arcs principals, alleugereixen la construcció a les zones de farciment.

## Història posterior

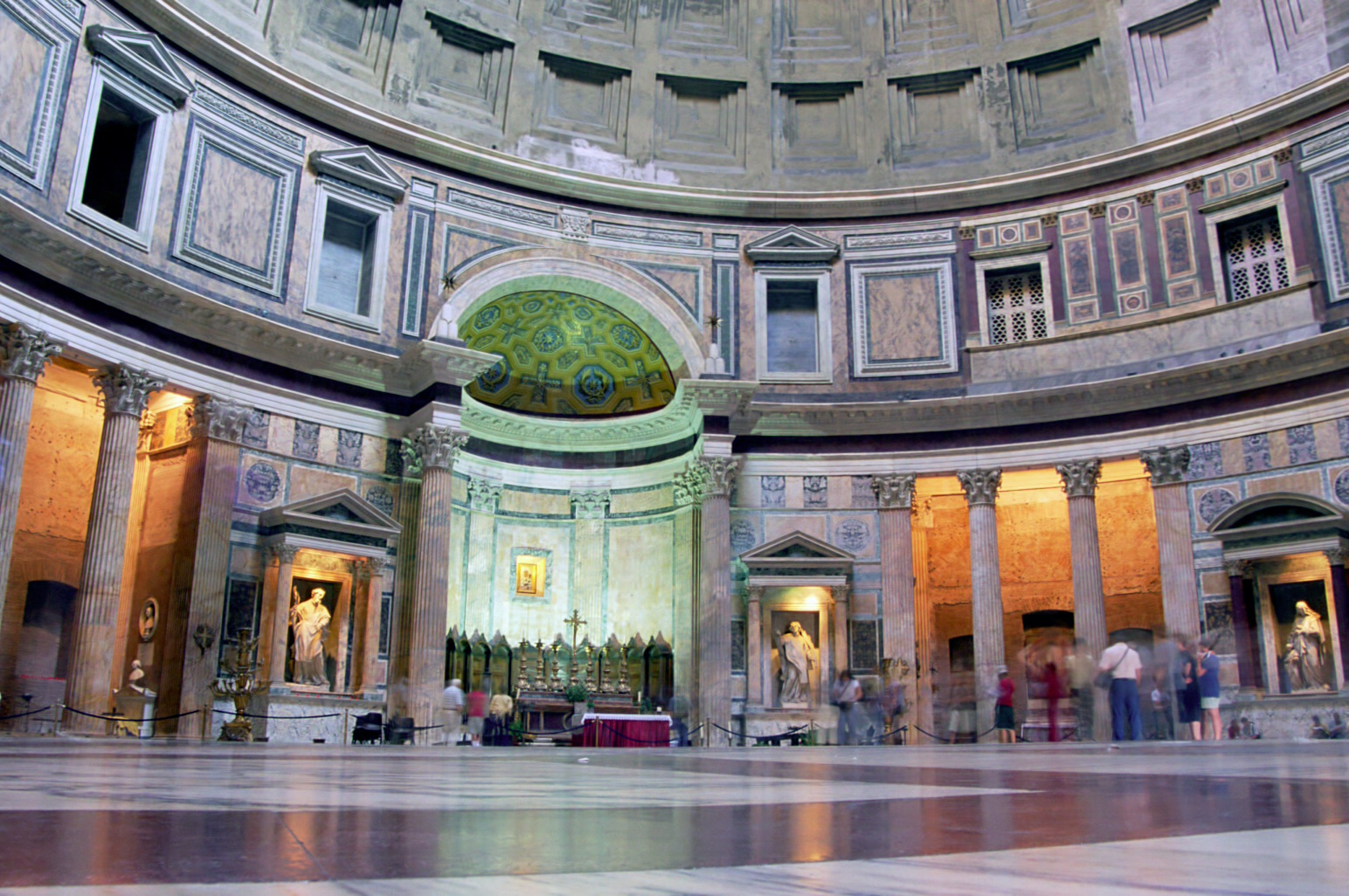
Interior del Panteó

Se sap d'una reparació realitzada per Antoní Pius. D'altra banda, una inscripció de menors dimensions recorda una altra restauració a càrrec de Septimi Sever l'any 202.
L'edifici es va salvar de la destrucció al principi de l'edat mitjana, perquè ja l'any 608 l'emperador romà d'Orient Focas el va donar al papa Bonifaci IV, que el va transformar en església cristiana (Santa Maria dels Màrtirs). És el primer cas d'un temple pagà convertit al culte cristià. Per aquesta raó va ser l'únic edifici de l'antiga Roma que va romandre intacte i en ús ininterromput.
Al segle xv, el panteó és enriquit amb frescs: el més notable el de L'Anunciació de Melozzo da Forlì, col·locat a la primera capella a la dreta de l'entrada. El 1435 es du a terme la demolició de les construccions medievals annexes. A partir del Renaixement el Panteó és utilitzat com a seu de l'Acadèmia dels Virtuosos de Roma i servirà de sepulcre a grans artistes italians com Rafael o Vignola. Al segle xvii es van afegir als costats del frontó dos campanars, obra de Gian Lorenzo Bernini, batejats popularment com les orelles d'ase, i eliminats l'any 1893.
El rei Víctor Manuel II, el seu fill Humbert I i la seua esposa Margarida reposen en una de les capelles del Panteó. Aquestes tombes són mantingudes per voluntaris d'organitzacions monàrquiques. Hi ha contínues polèmiques sobre si haurien de traslladar-se les restes, a causa del comportament de la Casa de Savoia en el curs de les dues guerres mundials.
Tot i que les despeses de conservació del Panteó són a càrrec del Ministeri de Béns Culturals d'Itàlia, continua sent una església en què se celebren misses i sobretot casaments. L'any 1980, el centre històric de Roma, inclòs el Panteó, va ser declarat Patrimoni de la Humanitat per la UNESCO.

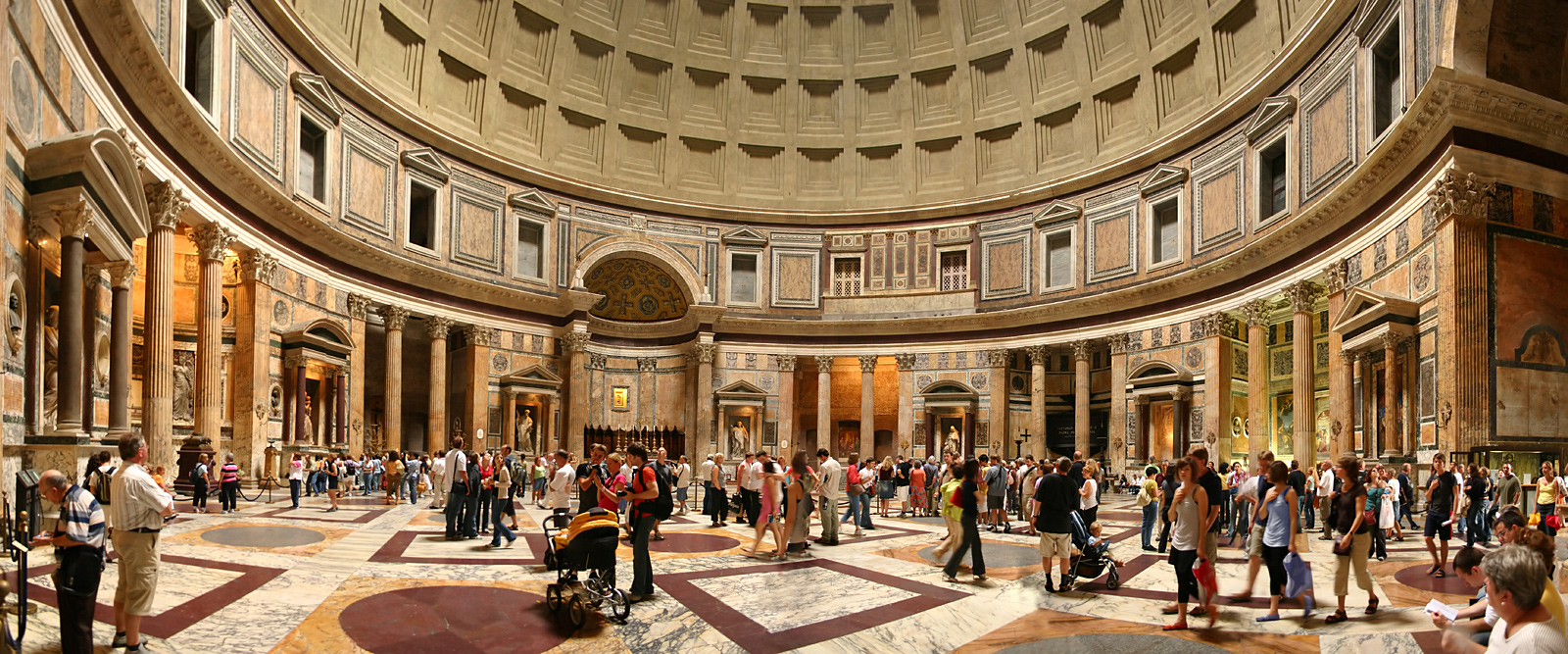
Vista panoràmica del Panteó de Roma

### Influència posterior

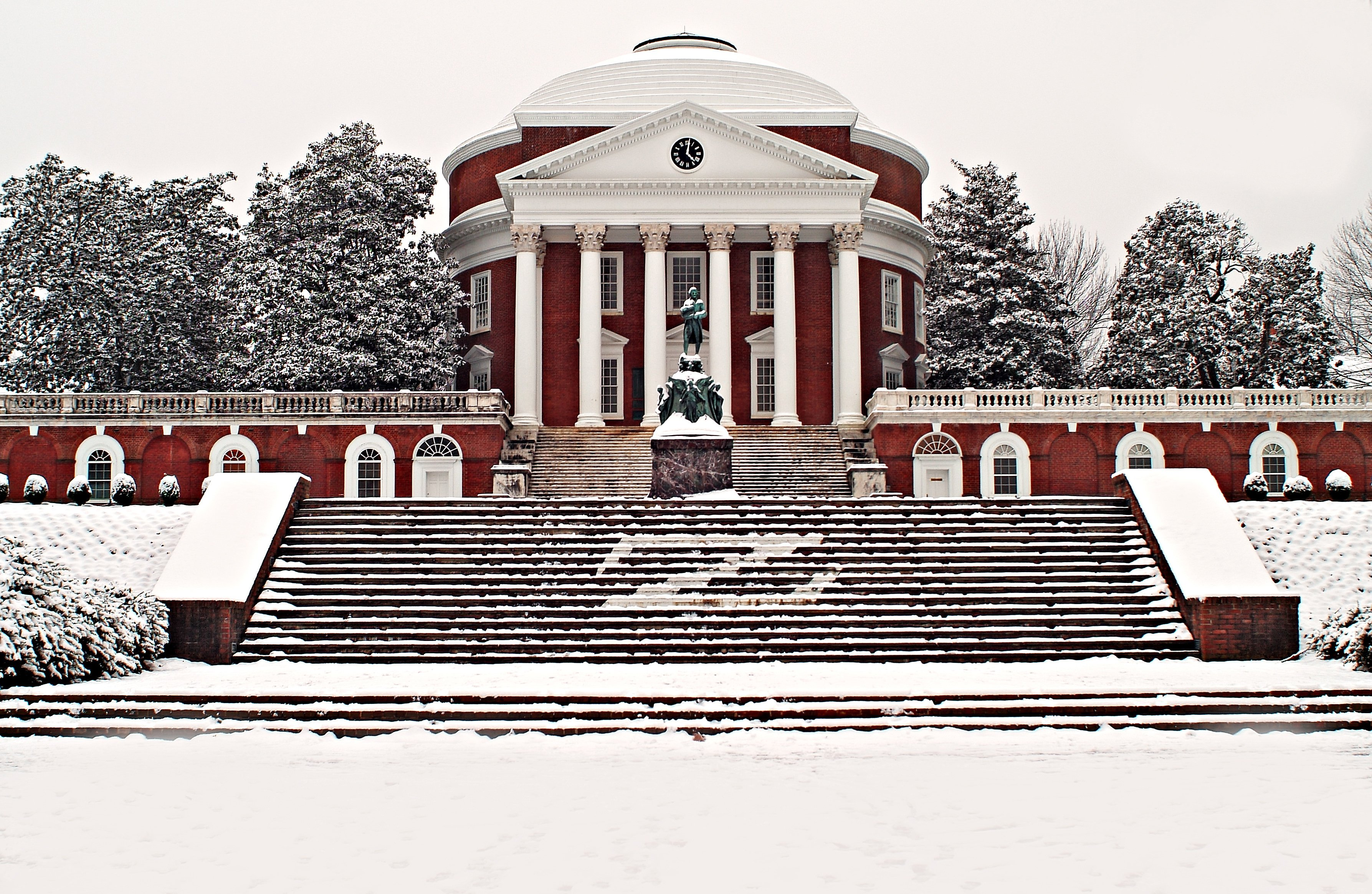
La Rotonda dissenyada per Jefferson a la Universitat de Virgínia

El Panteó ha tingut una enorme transcendència en l'arquitectura occidental. Durant el Renaixement, els artistes i arquitectes que van inspirar-se en l'antiguitat clàssica no podien obviar un dels edificis més bells i millor conservats de tot Roma. Brunelleschi va estudiar el Panteó per a la construcció de la cúpula del Duomo de Florència, punt de partida de l'arquitectura renaixentista. Bramante i Miquel Àngel el van recrear en obres com el templet de San Pietro in Montorio o la basílica de Sant Pere del Vaticà.
Durant el neoclassicisme italià, Antonio Canova va projectar un temple a Possagno, la seua ciutat natal, basant-se en el disseny del Panteó.
La seua influència es deixa notar a Anglaterra i Amèrica del Nord, sobretot gràcies a Andrea Palladio, que va ser molt imitat fins al segle xix. Moltes sales cíviques, universitats i biblioteques reutilitzen la forma de cúpula amb pòrtic: l'església del cementiri monumental de Staglieno, l'església de Sant Francesc de Paula a Nàpols, la vil·la Capra de Vicenza, la rotonda de Thomas Jefferson de la Universitat de Virgínia, la biblioteca de la Universitat de Colúmbia o la Biblioteca Estatal de Victòria a Melbourne.